# Свети Прокопий (Лилянце)
„Свети великомъченик Прокопий“ (на сръбски: Храм св. великомученика Прокопија) е възрожденска православна църква във вранското село Лилянце, югоизточната част на Сърбия. Част е от Вранската епархия на Сръбската православна църква.
Църквата е разположена югозападно от селото. Според местната легенда тук се е намирал манастир, разрушен от турците. Църквата е обновена в 1889 година според данни на Йован Хадживасилевич. Според надписа на западната фасада днешната църква е издигнат в 1905 година и ремонтирана в 1928 година: „ЗИДАНА 1905 ПОП 1928 мај ДИНА и АНЂЕЛ“. Обновяване на храма има и в 1998 година. В архитектурно отношение църквата е еднокорабен храм.
Иконостасните икони са от 1905 година, дело на дебърския майстор Кръстьо Аврамов, който се е подписал на престолната икона на Иисус Христос. Дело на Кръстьо Аврамов са и стенописите в храма. Над западния вход има стенопис на Свети Прокопий, датиран в долния ъгъл 1905 година. Над изображението има кръст, а в полето, рамкиращо стенописа два шестолистни цвята. На престолната икона на Света Богородица има дарителски надпис от 1910 година. Иконата на Свети Архангел Михаил е дело на Петър Зограф. Иконостасните икони са 48. По време на българската окупация дарителските надписи върху тях са заличени с бяла боя.